# Университет прикладных наук Северо-западной Швейцарии
Университет прикладных наук Северо-западной Швейцарии (нем. Fachhochschule Nordwestschweiz, FHNW) — университет, расположенный в кантонах Аргау, Базель-Ланд, Базель-Штадт и Золотурн северо-западной части Швейцарии.

## Структура
Университет прикладных наук Северо-западной Швейцарии имеет следующие подразделения:
- Прикладной психологии,
- Бизнеса,
- Инженерный,
- Наук о жизни,
- Социальной работы,
- Искусства и дизайна,
- Музыки,
- Архитектуры и гражданского строительства,
- Педагогический.